# Quadro de medalhas dos Jogos Olímpicos de Inverno de 1992
Este é o quadro de medalhas dos Jogos Olímpicos de Inverno de 1992, realizados em Albertville, França. O ordenamento é feito pelo número de medalhas de ouro, estando as medalhas de prata e bronze como critérios de desempate em caso de países com o mesmo número de ouros. Se, após esse critério, os países continuarem empatados, posicionamento igual é dado e eles são listados alfabeticamente. Este é o sistema utilizado pelo Comitê Olímpico Internacional.
| Ordem | País                 | Medalha de ouro | Medalha de prata | Medalha de bronze |     |
| ----- | -------------------- | --------------- | ---------------- | ----------------- | --- |
| 1     | GER Alemanha         | 10              | 10               | 6                 | 26  |
| 2     | EUN Equipa Unificada | 9               | 6                | 8                 | 23  |
| 3     | NOR Noruega          | 9               | 6                | 5                 | 20  |
| 4     | AUT Áustria          | 6               | 7                | 8                 | 21  |
| 5     | USA Estados Unidos   | 5               | 4                | 2                 | 11  |
| 6     | ITA Itália           | 4               | 6                | 4                 | 14  |
| 7     | FRA França           | 3               | 5                | 1                 | 9   |
| 8     | FIN Finlândia        | 3               | 1                | 3                 | 7   |
| 9     | CAN Canadá           | 2               | 3                | 2                 | 7   |
| 10    | KOR Coreia do Sul    | 2               | 1                | 1                 | 4   |
| 11    | JPN Japão            | 1               | 2                | 4                 | 7   |
| 12    | NED Países Baixos    | 1               | 1                | 2                 | 4   |
| 13    | SWE Suécia           | 1               |                  | 3                 | 4   |
| 14    | SUI Suíça            | 1               |                  | 2                 | 3   |
| 15    | CHN China            |                 | 3                |                   | 3   |
| 16    | LUX Luxemburgo       |                 | 2                |                   | 2   |
| 17    | NZL Nova Zelândia    |                 | 1                |                   | 1   |
| 18    | TCH Checoslováquia   |                 |                  | 3                 | 3   |
| 19    | PRK Coreia do Norte  |                 |                  | 1                 | 1   |
| 19    | ESP Espanha          |                 |                  | 1                 | 1   |
| TOTAL | TOTAL                | 57              | 58               | 56                | 171 |

## Referência
- Quadro de medalhas - Albertville 1992, página do Comitê Olímpico Internacional